# Francesco de Bourcard

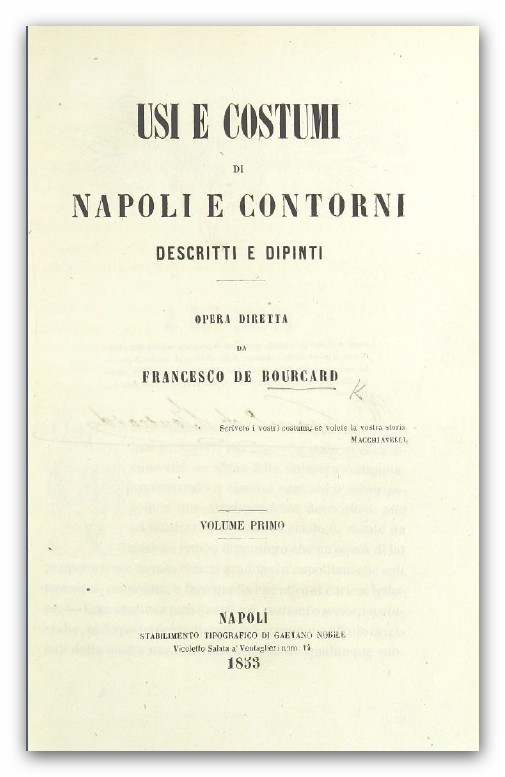
Copertina di Usi e costumi di Napoli e contorni descritti e dipinti,1853, vol.1 prima edizione

Francesco de Bourcard (Napoli, 23 marzo 1821 – Napoli, 10 maggio 1886) è stato un editore e letterato italiano di origine svizzera,  noto soprattutto per aver coordinato l'edizione di Usi e costumi di Napoli e contorni descritti e dipinti, un'opera sulla descrizione della città di Napoli e delle tradizioni locali. Se ne hanno poche notizie biografiche.

## Biografia
Proveniente da una famiglia svizzera originaria di Basilea, era nipote del maresciallo Emanuele Burckhardt (il cognome fu poi francesizzato in de Bourcard), capitano generale del Regno di Napoli, distintosi nella Guerra dei sette anni e nella conquista di Roma (1798-1799).
Appassionato studioso della vita quotidiana della città, de Bourcard si dedicò per circa vent'anni, dal 1847 al 1866, alla stesura dell'opera che lo rese famoso (la comparsa del primo volume avvenne nel 1853), nell'ambito della quale sono ritratte le usanze del tempo, i personaggi tipici del popolo, ed un'ampia carrellata di feste popolari e religiose. Ai testi si accompagnano cento litografie che illustrano in forma grafica i soggetti descritti nei capitoli.
La particolarità dell'opera sta soprattutto nella grande levatura dei partecipanti, sia scrittori che artisti. Tra i primi spiccano, oltre allo stesso de Bourcard, Giuseppe Regaldi, Carlo Tito Dalbono, Francesco Mastriani, Emmanuele Rocco, Emanuele Bidera, Achille De Lauzières, Enrico Cossovich; tra i secondi l'incisore Francesco Pisante, Teodoro Duclère, Pasquale Mattej, Teodoro Ghezzi, Saverio Altamura, Carlo Martorana, Nicola Palizzi e suo fratello Filippo Palizzi, il quale disegnò poco meno della metà delle cento tavole complessive.

## Opere
- Isotta - 1844

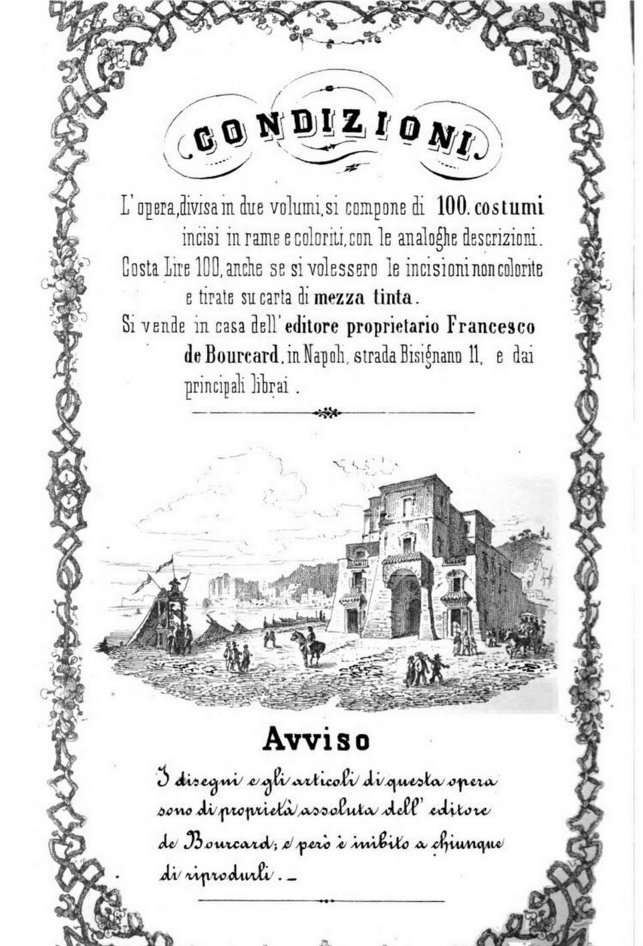

- Usi e costumi di Napoli e contorni descritti e dipinti - Volume 1 - 1853
- Usi e costumi di Napoli e contorni descritti e dipinti - Volume 2 - 1866